# Esorcismo nella sinagoga di Cafarnao

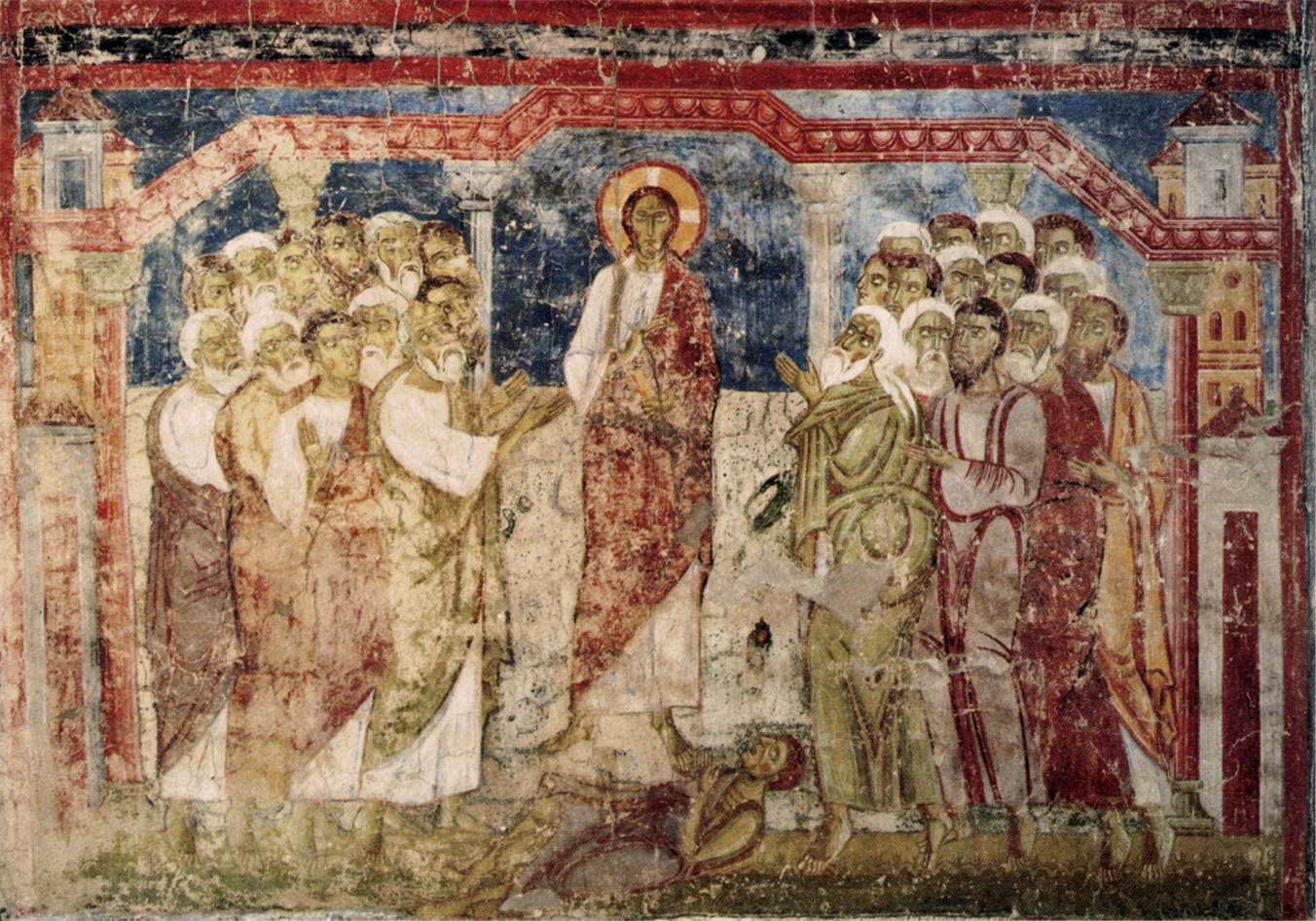
Esorcismo nella sinagoga in un affresco dell'undicesimo secolo.

L'esorcismo nella sinagoga di Cafarnao è uno dei miracoli attribuiti a Gesù raccontato nel Vangelo secondo Marco (Mc 1, 21-28) e nel Vangelo secondo Luca (Lc 4, 31-37).
Secondo il racconto evangelico, Gesù si recò un sabato a Cafarnao e iniziò a insegnare nella sinagoga, suscitando lo stupore dei presenti perché parlava con autorità e non come uno scriba. A un certo punto un uomo posseduto da uno spirito immondo urlò: "Che c'entri con noi, Gesù Nazareno? Sei venuto a rovinarci! Io so chi tu sei: il santo di Dio". Gesù rispose: "Taci! Esci da quell'uomo". L'uomo si rotolò a terra scosso dalle convulsioni e lo spirito sparì urlando senza recargli sofferenza. La gente assistette sconvolta alla scena chiedendosi: "Che è mai questo? Una dottrina nuova insegnata con autorità. Comanda persino agli spiriti immondi e gli obbediscono!". E la fama di Gesù si estese sino ai confini della Galilea.